# Stanislao Cannizzaro
Stanislao Cannizzaro, nascut a Palerm, Regne de les Dues Sicílies, el 13 de juliol de 1826 i traspassat a Roma, Regne d'Itàlia, el 10 de maig de 1910, va ser un químic sicilià, i després italià (1861), que va resoldre les confusions sorgides sobre les masses moleculars i les masses atòmiques.

## Biografia
El 1841 s'inscriu en la universitat de Palerm amb la intenció d'estudiar medicina, però prompte va canviar d'idea i es va dedicar a la química. Els anys 1845 i 1846, va treballar com a ajudant del químic Raffaele Piria (1815-1865), conegut pel seu treball sobre l'àcid salicílic, que era llavors professor de química a Pisa i posteriorment a Torí.
Cannizzaro va ser un home orgullós que gaudia amb les polèmiques, la qual cosa el va portar al principi de la seva vida a l'agitat món de la política. El 1848 van agitar Europa una sèrie de revolucions, una de les quals va afectar el Regne de les Dues Sicílies, del qual llavors formava part l'illa de Sicília juntament amb el sud de la península Itàlica (Nàpols). Durant la revolució siciliana d'independència de 1848, Cannizzaro va ser un dels revolucionaris servint com a oficial d'artilleria a Messina i també va ser diputat per Francavilla di Sicilia en el parlament sicilià. Després de la caiguda de Messina al setembre de 1848 es va instal·lar a Taormina, però quan els insurrectes varen ser derrotats va haver de fugir, escapant a Marsella, al maig de 1849.
Mentre esperava que la situació política milloràs a Sicília va anar a França, on després de visitar diverses ciutats franceses va arribar a París el mes d'octubre de 1849 fins al 1851 en què va ser designat professor de química física en el Col·legi Nacional d'Alessandria, Piemont. El 1855 quan va ser nomenat professor de química en la universitat de Gènova, i després de remots professorats a Pisa i Nàpols, va acceptar la càtedra de química inorgànica i orgànica a Palerm.
El 1860 gràcies a Napoleó III de França s'estaven unificant els estats que existien a Itàlia i Cannizzaro es va unir a l'exèrcit de Garibaldi en l'atac contra Nàpols. L'eminència científica de Cannizzaro li va assegurar l'admissió al senat italià 1871, del qual en va ser vicepresident, i com a membre del Consell d'Instrucció Pública i d'altres maneres va rendir importants servicis a la causa d'educació científica a Itàlia. El 1871 va ser nomenat també catedràtic de química en la universitat de Roma.

## Obra
A París va entrar en el laboratori de Michel Eugène Chevreul, i amb François Stanislas Cloëz (1817-1883) va fer la seva primera contribució a la investigació química el 1851, quan van preparar cianamida per l'acció de l'amoníac sobre el clorur de cianogen en una solució etèria. En el Col·legi Nacional d'Alessandria, Piemont, el 1853 va descobrir un mètode de descompondre aldehids aromàtics per mitjà d'una solució alcohòlica d'hidròxid de potassi donant com a resultat una mescla de l'àcid orgànic corresponent i l'alcohol, reacció que encara es coneix com a reacció de Cannizzaro.
Durant els anys de 1850 s'havia arribat a la química a una enorme grau de confusió. La teoria atòmica de Dalton era acceptada de forma generalitzada, però els mètodes que existien per a dilucidar les estructures dels compostos en termes de molècules i àtoms originaven grans discussions. La dificultat es trobava en la falta d'acord respecte a les masses atòmiques dels elements i per això no podia conèixer-se res sobre la formulació elemental de diferents compostos. El 1828, Jöns Jacob Berzelius va publicar una excel·lent taula de masses atòmiques i Stes treballava en la preparació d'una altra millor, però no existia acord en com s'havien d'usar. Finalment, Friederich August Kekulé, va suggerir al Primer congrés Internacional de Química de Karlsruhe el 1860 (la primera reunió científica internacional de la història) a la que van assistir els químics més importants d'Europa a fi de discutir l'assumpte. Entre els 140 assistents es trobaven també Dmitri Mendeléiev, Charles Adolphe Würtz, Adolph Wilhelm Hermann Kolbe, Edward Frankland, Friedrich Wöhler, Justus von Liebig, Jean-Baptiste Dumas, etc.
Cannizzaro havia publicat una memòria sobre l'assumpte titulada Sunto di un corso di Filosofia chimica (1858) insistint en la distinció, abans presentada com a hipòtesi per Amedeo Avogadro, entre masses moleculars i masses atòmiques, que havia estat oblidada durant mig segle (Avogadro havia mort dos anys abans). Va veure que la hipòtesi podia usar-se per a determinar la massa molecular de diversos gasos, podent-se determinar la composició dels gasos a partir de la seva massa molecular. Va donar una brillant conferència sobre la hipòtesi d'Avogadro, descrivint la forma d'usar-la i explicant la necessitat d'una distinció clara entre àtoms i molècules. Va distribuir còpies de la seva memòria i al final del Congrés havia convençut a molts dels assistents i discussions posteriors van convèncer a altres més. Kekulé va millorar el mètode de representar les fórmules dels compostos i els químics van poder posar-se d'acord quant a les fórmules dels compostos més importants.
Per la seva contribució en el congrés de Karlsruhe, d'importància fonamental per a la teoria atòmica en química, li van concedir la Medalla Copley de la Royal Society el 1891.

## Obres

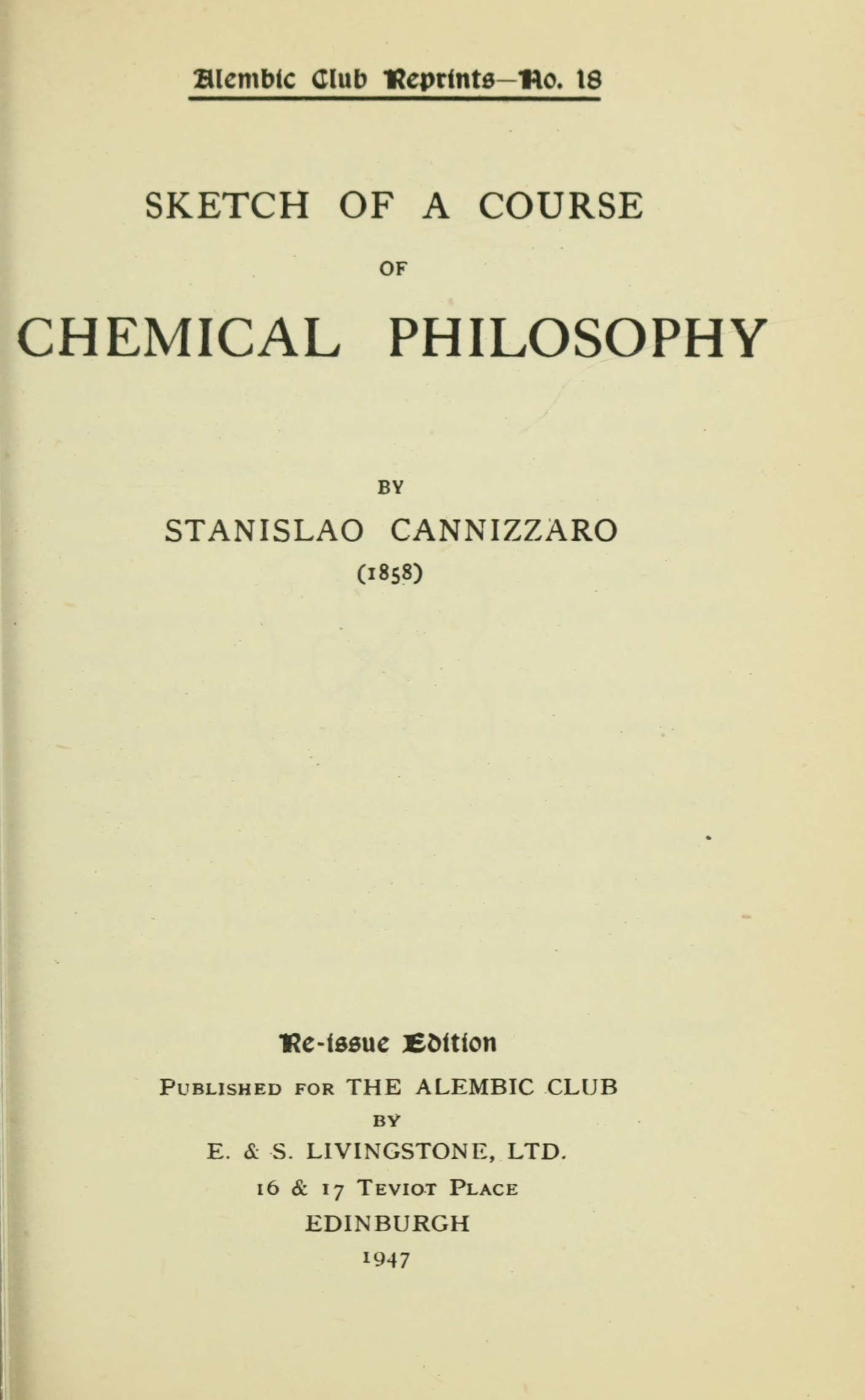
Sketch of a course of chemical philosophy (Sunto di un corso di filosofia chimica), 1947

- Sunto di un corso di filosofia chimica, Genova, 1858
  -  Sketch of a course of chemical philosophy (en anglès).  Edimburg: Livingstone, 1947.
- Scritti intorno alla teoria molecolare ed atomica ed alla notazione chimica, "Lo Statuto" (Palermo), 1896, disponible a Gallica.
- Scritti vari e lettere inedite nel centenario della nascita, Roma, 1926